# アンスカーリオ1世
アンスカーリオ1世（イタリア語: Anscario I, ? – 901年）は、 891年（推定）から900年までのイヴレーア辺境伯の摂政である。彼は最初のサリカ法典によるイヴレーア侯と考えられている。彼を息子のアダルベルトが継いだ。

## 略歴
アンスカーリオ1世は879年から887年の間はフランスのディジョン近くのウシュ（Ouche）伯の摂政をしていた。
グイード・ダ・スポレートが、889年にイタリア王となった時、彼の信頼できる側近であったアンスカーリオは、891年、北西にあるアルプスからの出口の防衛を担うイヴレーア辺境伯に就いた。
実際、アンスカーリオは894年にはイヴレーア近郊にてブルグント王ルドルフ1世により招かれた軍団に助けられた。そしてアンスカーリオはイタリア王および皇帝であるグイード2世に対する戦争を行った後イタリアから手を引いたアルヌルフの進軍を阻止しようとした。アルヌルフは封鎖を越えて、戦闘を避け山地に退却しようとしていたルドルフを攻撃した。

## 備考
1. ↑  Gabiani N.,Asti nei suoi principali ricordi storici. Asti I巻 1927年, 351頁。
2. ↑  アルヌルフはベルガモ、ミラノ、パヴィーアを征服し、グイードの対立王として戴冠を行ったと考えられている。

## 関連書籍
- Gabiani N.,Asti nei suoi principali ricordi storici. Asti volume I 1927年,
- René Poupardin, I regni carolingi (840-918), in «Storia del mondo medievale», vol. II, 1999年, 583-635頁